# Communauté de communes des Monts de Lacaune
La Communauté de communes des Monts de Lacaune est une ancienne communauté de communes française, située dans le département du Tarn et la région Occitanie.

## Histoire
Créée le 17 juillet 2000.
Depuis le 1er janvier 2017, et dans le cadre de la loi NOTRe, la Communauté de communes des Monts de Lacaune a fusionné avec la communauté de communes de la Montagne du Haut Languedoc au sein de la Communauté de communes Monts de Lacaune et Montagne du Haut Languedoc.

## Composition
Elle regroupe regroupe 11 communes :
| Nom               | Code Insee | Gentilé        | Superficie (km2) | Population (dernière pop. légale) | Densité (hab./km2) |
| ----------------- | ---------- | -------------- | ---------------- | --------------------------------- | ------------------ |
| Lacaune (siège)   | 81124      | Lacaunais      | 91,36            | 2 520 (2014)                      | 28                 |
| Barre             | 81023      | Barrois        | 15,07            | 204 (2014)                        | 14                 |
| Berlats           | 81028      | Berlajois      | 10,45            | 102 (2014)                        | 9,8                |
| Lacapelle-Escroux | 81085      | Escrosols      | 10,24            | 49 (2014)                         | 4,8                |
| Espérausses       | 81086      | Espéraussais   | 12,20            | 173 (2014)                        | 14                 |
| Gijounet          | 81103      | Gijounetins    | 15,13            | 117 (2014)                        | 7,7                |
| Moulin-Mage       | 81188      | Moulin-Mageois | 15,06            | 304 (2014)                        | 20                 |
| Murat-sur-Vèbre   | 81192      | Muratais       | 93,87            | 824 (2014)                        | 8,8                |
| Nages             | 81193      | Nageols        | 47,11            | 328 (2014)                        | 7                  |
| Senaux            | 81282      | Senaunais      | 4,73             | 33 (2014)                         | 7                  |
| Viane             | 81314      | Vianais        | 38,37            | 548 (2014)                        | 14                 |

## Démographie
| 1999  | 2009  | 2012  |
| ----- | ----- | ----- |
| 4 691 | 5 623 | 7 925 |

## Liste des Présidents successifs
| Période                                  | Période  | Identité        | Étiquette | Qualité |
| ---------------------------------------- | -------- | --------------- | --------- | ------- |
| 2000                                     | 2014     | André Cabrol    |           |         |
| 2014                                     | en cours | Robert Bousquet |           |         |
| Les données manquantes sont à compléter. |          |                 |           |         |